# Rue du Maure-qui-Trompe
La rue du Maure-qui-Trompe est une voie de la commune française de Nancy, située dans le département de Meurthe-et-Moselle, en région Lorraine.

## Situation et accès
La rue du Maure-qui-Trompe est sise au sein de la Vieille-ville de Nancy, à proximité de la basilique Saint-Epvre, et appartient administrativement au quartier Ville-Vieille - Léopold.
Débutant à son extrémité orientale perpendiculairement à la Grande-Rue, la rue du Maure-qui-Trompe effectue un coude à angle droit avant de prendre une direction nord-sud. Elle croise la rue du Moulin avant de finir au nord au carrefour formé avec les rues Pierre-Gringoire et du Duc-Antoine. Les parcelles bordant la rue sont numérotées de 3 à 19, avec seulement trois entrées d'immeuble côté pair : 6, 8 et 12. La rue a encore de nombreuses fenêtres Renaissance.

## Origine du nom
Le nom de la rue provient de la présence d'une hôtellerie qui avait pour enseigne un maure soufflant dans une trompe.

## Historique
La rue du Maure-qui-Trompe, attestée dès le XIIe siècle, constitue une des plus anciennes voies de la cité ducale, elle était au Moyen Âge un axe majeur de la Ville-Vieille. La voie s'est appelée en 1551 « rue derrière Saint-Epvre », en 1754 « rue de la Mort-qui-Trompe », en 1768 « rue du Mort-qui-Trompe », en 1793 « rue du Maximum », en 1794 « rue des Bons-Enfants », en 1795 « rue de la Mort-qui-Trompe » et depuis 1830 « rue du Maure-qui-Trompe ».
Le premier parcours de la voie n'est plus visible depuis le XIXe siècle, à la suite des opérations de restructuration du quartier jouxtant la basilique Saint-Epvre. La rue du Maure-qui-Trompe, ainsi que la rue de la Charité qui la prolonge, réplique le tracé des remparts primitifs de Nancy, expliquant le demi-cercle que traçaient jadis les deux voies. Elles devinrent rues lors de la première extension urbaine de Nancy, au XIIe siècle. Ces deux voies se rencontrent au niveau de la halle. Le long de la rue du Maure-qui-Trompe, fut édifiée la chapelle Saint-Epvre, au début du XIIe siècle, devenue ensuite église en 1145. Cet édifice religieux fut effacé par une autre église, plus imposante et affichant une orientation est-ouest, en 1451.
Au XIXe siècle, plus précisément de 1863 à 1871, et sous la conduite de l’abbé Trouillet, un remodelage considérable des environs commença. L'extrémité septentrionale de la voie fut intégralement rasée. Sur les ruines fut bâtie la nouvelle basilique Saint-Epvre, d'une orientation nord-sud. Seules furent conservées les bâtisses du côté oriental de la rue. Ce tronçon de la voie primitive est aujourd’hui dénommé rue Pierre-Gringoire. La rue du Maure qui Trompe fut jadis un axe essentiel de la ville originelle, comme en témoignent les édifices qui s’y implantèrent alors, comme le premier édifice hospitalier de la ville, créé en 1335 sous le nom d’hôpital Saint-Julien, transféré plus tard au sein de la Ville-Neuve. La rue accueillit aussi la Grande École, fondée en 1576, ainsi que le premier hôtel de ville de Nancy. Elle accueillait aussi au début du XXe siècle une maison de tolérance (bordel).

## Bâtiments remarquables et lieux de mémoire

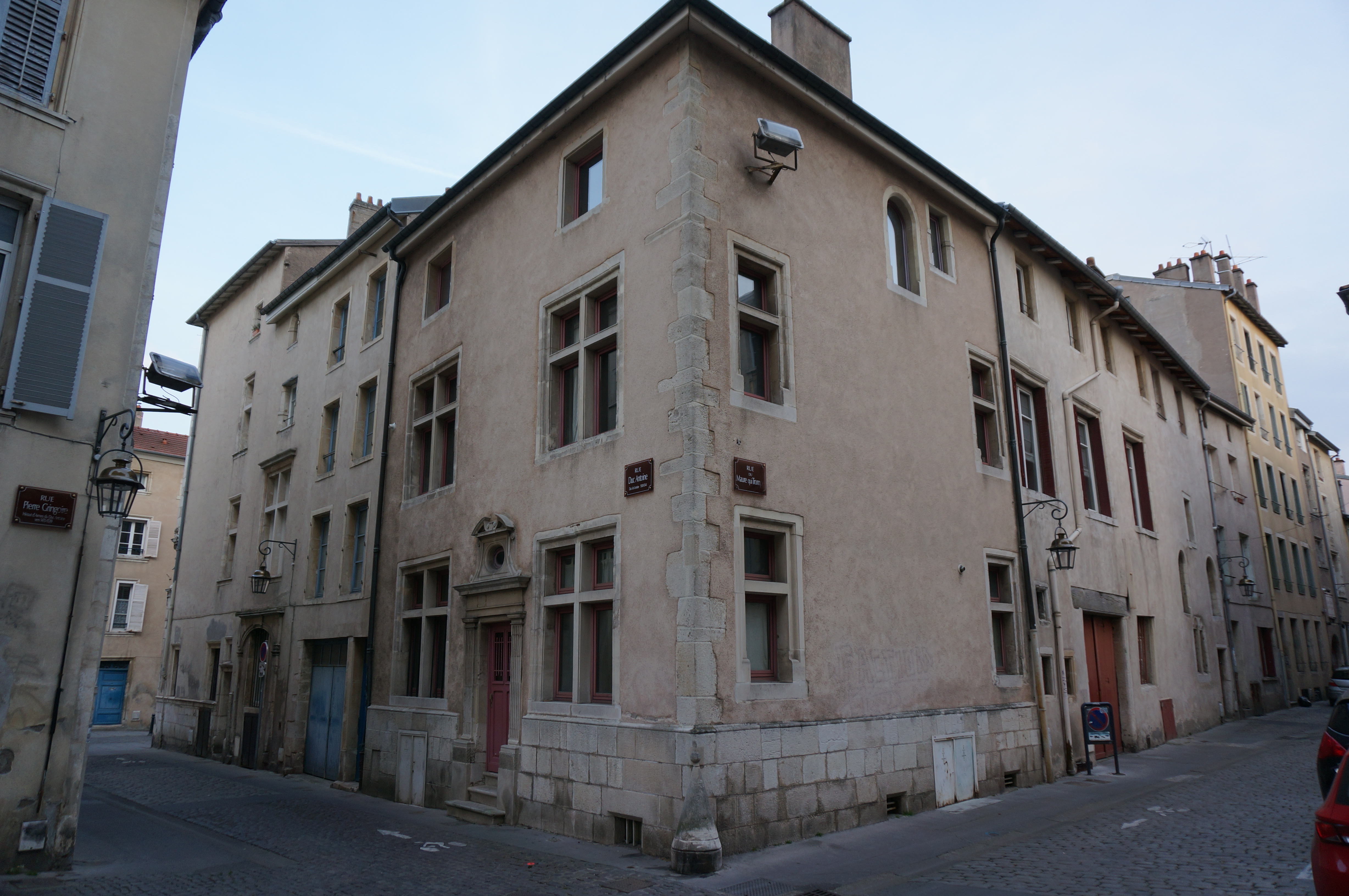
Immeuble, à l'angle de la rue du Duc-Antoine, à gauche, Maure vers la droite.

L'immeuble à l'angle de la rue du Duc-Antoine est objet d’un classement au titre des monuments historiques depuis 1944.